# Efter Forestillingen
Efter Forestillingen er en amerikansk stumfilm fra 1921 af William C. deMille.

## Medvirkende
- Jack Holt som Larry Taylor
- Lila Lee som Eileen
- Charles Stanton Ogle som Pop O'Malley
- Eve Southern som Naomi Stokes
- Shannon Day som Lucy
- Carlton S. King som Mr. McGuire
- Stella Seager som Vera
- Ethel Wales som Landlady
- William Boyd